# Димитровский батальон
Батальон имени Георгия Димитрова (исп. Batallón Dimitrov, болг. Батальон "Георги Димитров", греч. Τάγμα Δημητρόφ) — балканский пехотный батальон, участвовавший в составе Интербригад в Гражданской войне в Испании.
Состоял из 800 человек, среди которых насчитывалось 400 болгар, 160 греков, 25 югославов и 215 представителей других национальностей. Греческие добровольцы вступили в батальон уже сформированной отдельной ротой (Греческая рота им. Ригаса Фереоса). Часть XV интербригады наравне с Британским и Американским батальонами. Назван в честь болгарского революционера Георги Димитрова.

## История
Создан в конце 1936 года. 31 января 1937 включён в состав XV интербригады, боевое крещение принял в битве на Хараме (оборонял правый фланг республиканских войск). В ходе битвы батальон, как и вся бригада, понёс огромные потери, в бою был убит его первый командир Иван Паунов-Гребенаров. 28 сентября 1937 был переведён в Резервную группу 45-й Интернациональной пехотной дивизии, где был пополнен добровольцами. 21 февраля 1938 переведён в состав 129-й интербригады, в которой сражались представители стран Центральной Европы. Расформирован 5 октября 1938, его последним командиром был Йозеф Павел.

## Бойцы батальона
Наиболее известны следующие бойцы:
| - Иван Паунов-Гребенаров - Божо «Марьян» Билич - Велько Влахович - Ратко Вуйович - Йоже Грегорчич - Пеко Дапчевич - Алекса Демниевски - Илия Энгел - Яннис Пантелиас, командир греческой роты, погиб 26 августа 1937 года при Бельсите | - Продан «Булгар» Табаков - Йозеф Павел - Мирко Ковачевич - Франц «Стане» Розман - Иван Рукавина - Иван Турк - Миленко Цвиткович - Иосип Чубрич - Димитрис Перрос, комиссар греческой роты, погиб 26 августа 1937 года при Бельсите |